# Wilczyn (gmina)
Wilczyn (w latach 1815-1954 gmina Wilczogóra) – gmina wiejska w województwie wielkopolskim, w powiecie konińskim. W latach 1975–1998 gmina położona była w województwie konińskim.
Siedziba gminy to Wilczyn.
Według danych z 2023 gminę zamieszkiwały 5 961 osób.

## Struktura powierzchni
Według danych z roku 2002 gmina Wilczyn ma obszar 83,12 km², w tym:
- użytki rolne: 77%
- użytki leśne: 10%

Gmina stanowi 5,27% powierzchni powiatu.

## Demografia

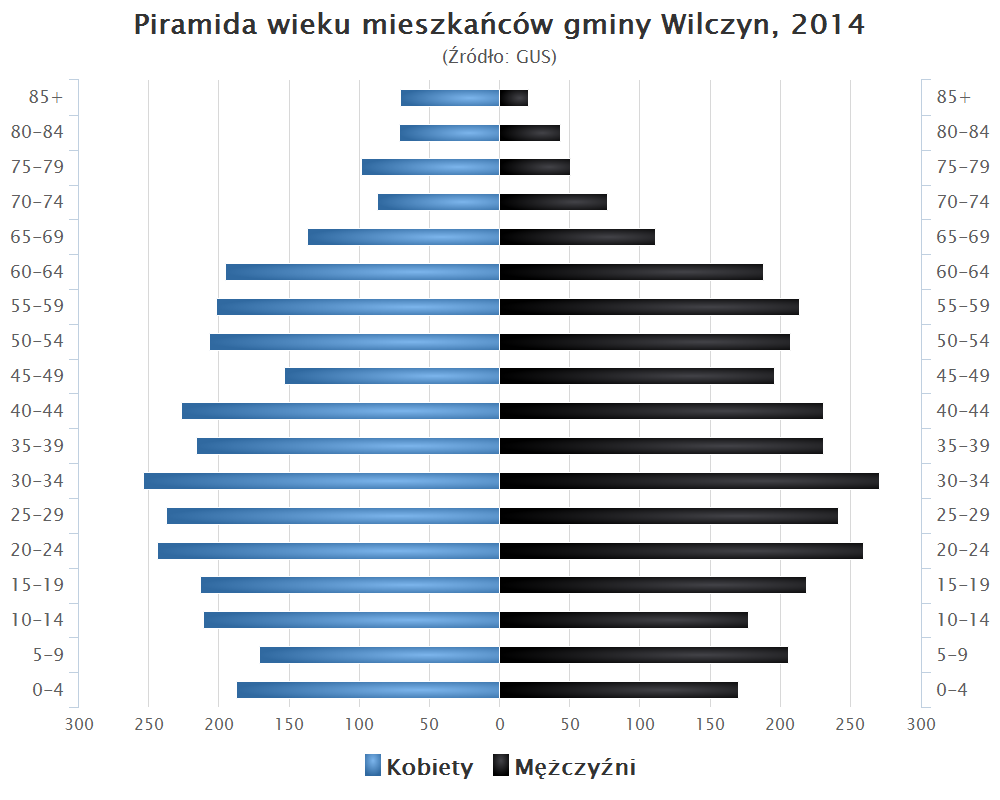
Piramida wieku mieszkańców gminy Wilczyn w 2014 roku

Dane z 31.12.2020:
| Opis                              | Ogółem | Ogółem | Kobiety | Kobiety | Mężczyźni | Mężczyźni |
| --------------------------------- | ------ | ------ | ------- | ------- | --------- | --------- |
| jednostka                         | osób   | %      | osób    | %       | osób      | %         |
| populacja                         | 6182   | 100    | 3110    | 50,3%   | 3072      | 49,7      |
| gęstość zaludnienia (mieszk./km²) | 75     | 75     |         |         |           |           |

## Oświata
- Szkoła Podstawowa w Kaliskach,
- Szkoła Podstawowa w Wilczynie[5]

## Ochotnicza Straż Pożarna
- OSP Wilczyn[6],
- OSP Dębówiec,
- OSP Ościsłowo,
- OSP Wturek,
- OSP Zygmuntowo,
- OSP Kaliska,
- OSP Kopydłowo[7]

## Koło Gospodyń Wiejskich
- Stowarzyszenie "Koło Gospodyń Wiejskich Bielanki",
- Koło Gospodyń Wiejskich w Ościsłowie,
- Koło Gospodyń Wiejskich w Dębówcu,
- Koło Gospodyń Wiejskich "Kownatki" w Kownatach[8]

## Sołectwa

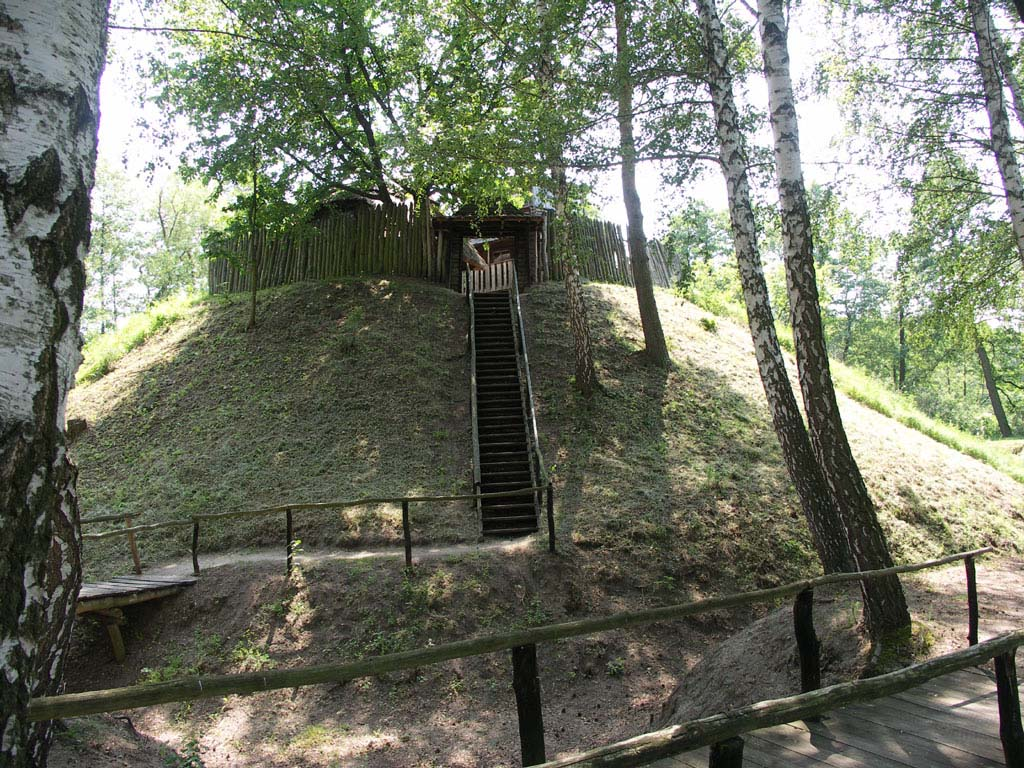
Skansen w Mrówkach

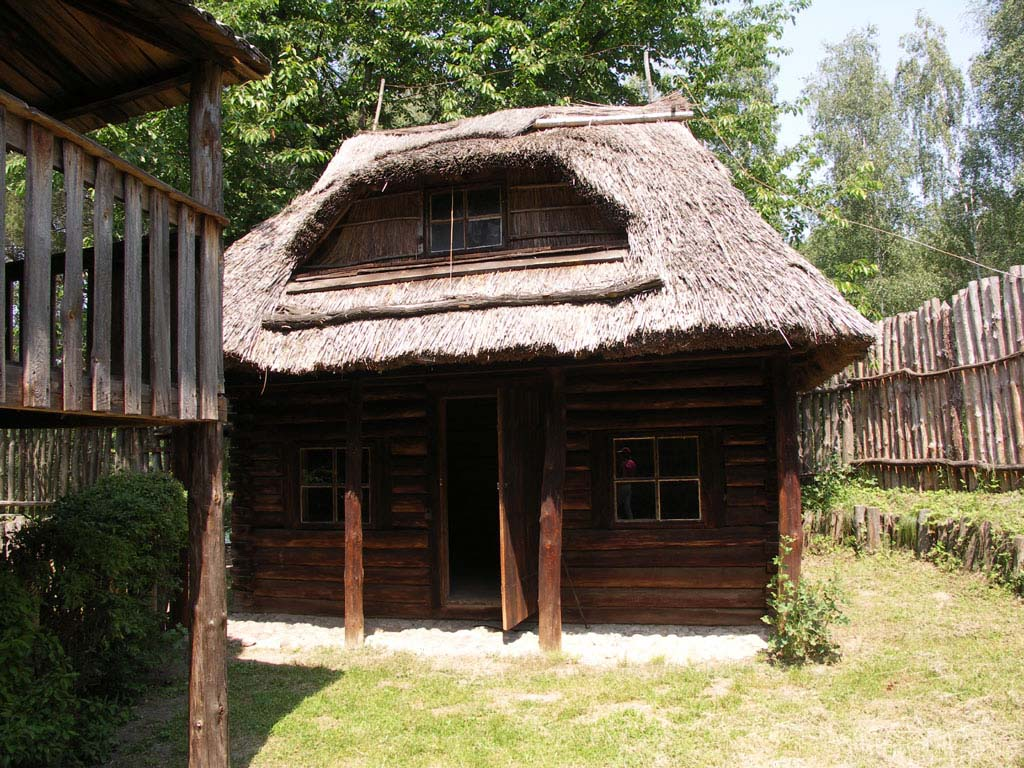
Skansen w Mrówkach

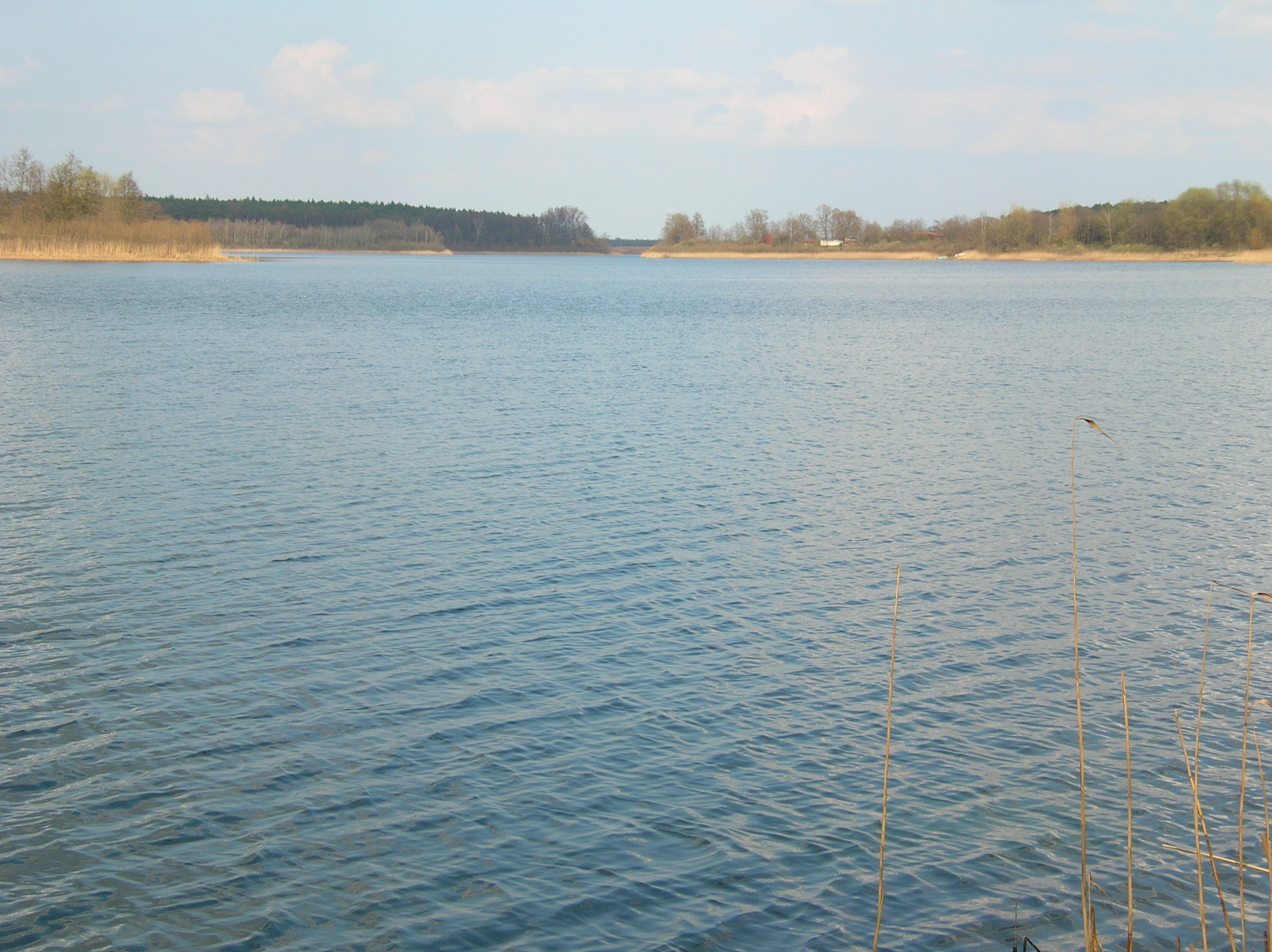
Jezioro Kownackie

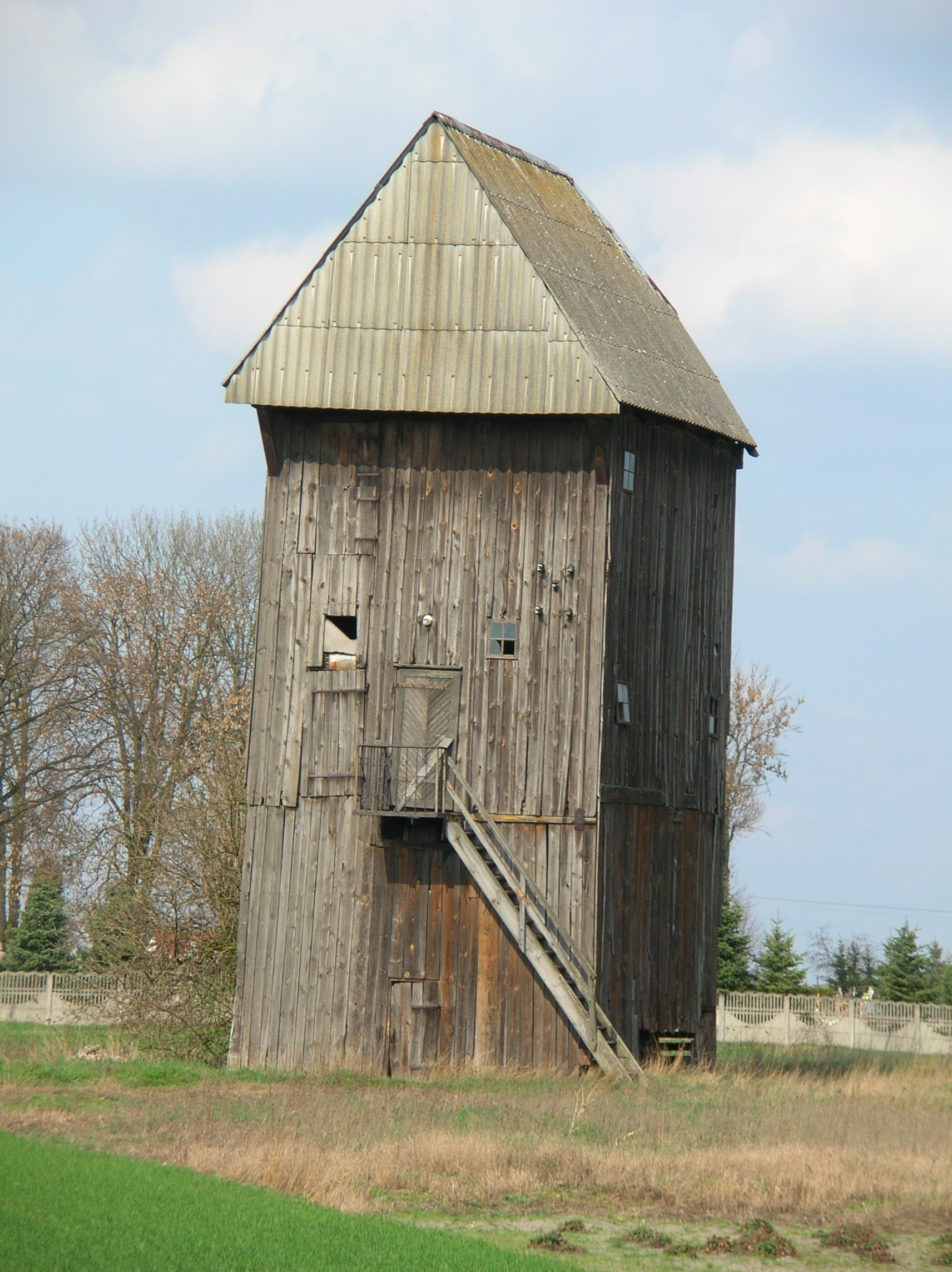
Wiatrak koźlak w Wilczynie

Biela, Dębówiec, Głęboczek, Gogolina, Góry, Kaliska, Kopydłowo, Kopydłówek, Kownaty, Maślaki, Ościsłowo, Świętne, Wilczogóra, Wilczyn, Wiśniewa, Wtórek, Zygmuntowo.

### Pozostałe miejscowości
Cegielnia, Dębówiec-Kolonia, Dębówiec-Towarzystwo, Gogolina Nowa, Kolonia Wilczogóra, Kownaty-Kolonia, Kościeszki, Mrówki, Nowy Świat, Ostrówek, Suchary, Wacławowo, Wygorzele.

## Sąsiednie gminy
Jeziora Wielkie, Kleczew, Orchowo, Skulsk, Ślesin

## Zabytki
W gminie Wilczyn znajdują się następujące nieruchome zabytki wpisane do rejestru zabytków Narodowego Instytutu Dziedzictwa.
- Biela - park dworski, 1 poł. XIX, nr rej.: 278/20 z 30.04.1984
- Kopydłowo - zespół dworski, 1928-30, nr rej.: 279/21 z 30.04.1984: dwór, park
- Kopydłówek - zespół pałacowy, 2 poł. XVIII, XIX, nr rej.: 280/22 z 30.04.1984: pałac, park
- Kownaty - dwór, XVIII, XIX, nr rej.: 281/23 z 30.04.1984
- Wilczyn - kościół par. pw. św. Urszuli, 1566, XIX, nr rej.: 735 z 13.09.1969; kościół pw. św. Tekli, drewn., 1781, nr rej.: 736 z 13.09.1976; cmentarz rzymskokatolicki, ogrodzenie i brama, 1877, nr rej.: 482/223 z 9.11.1992;
- Wtórek - park dworski, 1 poł. XIX, nr rej.: 347/89 z 21.05.1984